# Huasteca

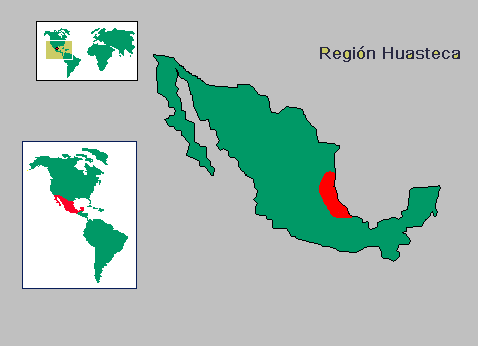
De Huasteca in Mexico

De Huasteca is een gebied in Mexico, in de deelstaten Veracruz, Tamaulipas, San Luis Potosí en Hidalgo. De regio strekt zich uit van de Río Cazones in het zuiden tot de Río Soto la Marina in het noorden.
De Huasteca is een van de groenste delen van Mexico omdat het regenseizoen vrijwel het hele jaar duurt. Ook zijn in het gebied enorme canyons te vinden. De streek is genoemd naar de Huasteken, die het gebied van oudsher bewonen. Uit de Huasteca is de huapango afkomstig, een muziekvorm die verwant is aan de Cubaanse son.